# Coupe d'Europe du 10 000 mètres 2010
La Coupe d'Europe du 10 000 mètres 2010 est la quatorzième édition de la Coupe d'Europe du 10 000 mètres, compétition continentale créée en 1997 sous l'égide de l'Association européenne d'athlétisme. L'épreuve se tient en France le 5 juin 2010 au stade René-Ancelin de Marseille. Le Britannique Mohamed Farah remporte l'épreuve messieurs et la Portugaise Inês Monteiro termine première chez les dames. 

## Résultats

### Messieurs
| Rang | Temps          | Athlète              |
| ---- | -------------- | -------------------- |
|      | 27 min 28 s 86 | Mohamed Farah        |
|      | 28 min 12 s 83 | Abdellatif Meftah    |
|      | 28 min 13 s 82 | José Manuel Martinez |
| 4    | 28 min 17 s 39 | Rui Pedro Silva      |
| 5    | 28 min 31 s 12 | Marcin Chabowski     |
| 6    | 28 min 32 s 20 | Jan Fitschen         |
| 7    | 28 min 33 s 22 | Aleksey Reunkov      |
| 8    | 28 min 39 s 05 | Daniele Meucci       |
| 9    | 28 min 44 s 05 | José Rocha           |
| 10   | 28 min 44 s 70 | Yevgeniy Rybakov     |
| 11   | 28 min 45 s 67 | Driss El Himer       |
| 12   | 28 min 46 s 26 | Anatoliy Rybakov     |
| 13   | 28 min 46 s 64 | Cosimo Caliandro     |
| 14   | 28 min 48 s 62 | Patrick Stitzinger   |
| 15   | 28 min 48 s 74 | Stsiapan Rahautsou   |
| 16   | 28 min 48 s 90 | Denis Mayaud         |
| 17   | 28 min 52 s 86 | Stéphane Lefrand     |
| 18   | 28 min 58 s 61 | Mehmet Caglayan      |
| 19   | 29 min 10 s 34 | Mokhtar Benhari      |
| 20   | 29 min 17 s 30 | Sergei Ivanov        |
| 21   | 29 min 25 s 56 | Manuel Angel Penas   |
| 22   | 29 min 36 s 48 | Mark Kenneally       |
| 23   | 30 min 12 s 55 | Stepan Kiselev       |
| -    | Ab.            | Michel Butter        |
| -    | Ab.            | Philemon Kimeli Limo |

| Rang | Temps          | Athlète                 |
| ---- | -------------- | ----------------------- |
| 1    | 28 min 44 s 19 | Arkadiusz Gardzielewski |
| 2    | 28 min 57 s 95 | Licinio Pimentel        |
| 3    | 29 min 11 s 39 | Youssef El Kalai        |
| 4    | 29 min 13 s 37 | Badredine Zioini        |
| 5    | 29 min 21 s 90 | Anthony Ford            |
| 6    | 29 min 31 s 06 | Gian Marco Buttazzo     |
| 7    | 29 min 39 s 85 | Jussi Utriainen         |
| 8    | 29 min 44 s 75 | Michael Skinner         |
| 9    | 29 min 48 s 98 | Tuomas Jokinen          |
| 10   | 30 min 00 s 90 | Phil Nicholls           |
| 11   | 30 min 08 s 60 | Murat Ertas             |
| 12   | 30 min 15 s 34 | Mark Warmby             |
| 13   | 30 min 22 s 27 | Gary Thornton           |
| 14   | 30 min 40 s 66 | Atelaw Yeshetel Bekele  |
| 15   | 30 min 51 s 26 | Miguel Angel Gamonal    |
| -    | Ab.            | Oskar Käck              |
| -    | Ab.            | José Ramos              |
| -    | Ab.            | Taivo Püi               |
| -    | Ab.            | Sondre Nordstad Moen    |
| -    | Ab.            | Fredrik Uhrbom          |
| -    | Ab.            | Them Andersen           |
| -    | Ab.            | Florent Caelen          |
| -    | Ab.            | Abraham Niyonkuru       |

### Par équipes messieurs
Les trois meilleurs temps par nation sont additionnés afin d'obtenir le classement par équipes.
| Rang | Temps              | Athlète                                                                        |
| ---- | ------------------ | ------------------------------------------------------------------------------ |
|      | 1 h 25 min 47 s 40 | France (Abdellatif Meftah, Driss El Himer et Denis Mayaud)                     |
|      | 1 h 25 min 59 s 39 | Portugal (Rui Pedro Silva, José Rocha et Licinio Pimentel (B))                 |
|      | 1 h 26 min 04 s 18 | Russie (Aleksey Reunkov, Yevgeniy Rybakov et Anatoliy Rybakov)                 |
| 4    | 1 h 26 min 56 s 75 | Italie (Daniele Meucci, Cosimo Caliandro et Gian Marco Buttazzo (B))           |
| 5    | 1 h 27 min 14 s 51 | Grande-Bretagne (Mohamed Farah, Anthony Ford (B) et Michael Skinner (B))       |
| 6    | 1 h 28 min 30 s 64 | Espagne (José Manuel Martinez, Manuel Angel Penas et Miguel Angel Gamonal (B)) |